# Lubień (Płoskinia)
Lubień (deutsch Luben) war ein Ort in der polnischen Woiwodschaft Ermland-Masuren. Seine Ortsstelle befindet sich im Gebiet der Gmina Płoskinia (Landgemeinde Plaßwich) im Powiat Braniewski (Kreis Braunsberg).

## Geographische Lage
Die Ortsstelle von Lubień liegt nördlich der Wałsza (Walsch) im Nordwesten der Woiwodschaft Ermland-Masuren, 23 Kilometer südöstlich der Kreisstadt Braniewo (Braunsberg).

## Geschichte
Das einstige Lubben, das sich erst nach 1785 Luben schrieb, bestand in seinem Kern aus lediglich zwei kleinen Gehöften. 1874 wurde der Ort ein Teil des neu errichteten Amtsbezirks Langwalde (polnisch Długobór) im ostpreußischen Kreis Braunsberg, Regierungsbezirk Königsberg. Noch vor 1908 wurde Luben nach Wölken (polnisch Wołki) eingemeindet. 31 Einwohner waren im Jahre 1910 in Luben gemeldet.
Im Jahre 1945 erhielt Luben die polnische Namensform „Lubień“, nachdem es mit dem gesamten südlichen Ostpreußen in Kriegsfolge an Polen abgetreten worden war. Heute fehlt von Lubień jegliche Spur. Der Ort gilt als untergegangen. Seine Ortsstelle liegt innerhalb der Gmina Płoskinia (Landgemeinde Plaßwich) im Powiat Braniewski (Kreis Braunsberg), von 1975 bis 1998 der Woiwodschaft Elbląg, seither der Woiwodschaft Ermland-Masuren zugehörig.

## Religion
Bis 1945 war Luben in die römisch-katholische Kirche Langwalde (polnisch Długobór) im seinerzeitigen Bistum Ermland eingepfarrt, außerdem in die evangelische Pfarrkirche Mehlsack (polnisch Pieniężno) in der Kirchenprovinz Ostpreußen der Kirche der Altpreußischen Union.

## Verkehr
Die Ortsstelle Lubieńs befindet sich – jetzt nicht mehr auffindbar – nahe der nun  auch nicht mehr wahrnehmbaren Ortsstelle von Wołki (Wölken) im äußersten Süden der Gmina Płoskinia.